# Liste des Premiers ministres de Maurice
Pour un article plus général, voir Premier ministre de Maurice.
Cet article dresse la liste des Premiers ministres de Maurice depuis sa création à la suite de l'indépendance de l'île en 1968. Six personnes se sont succédé à ce poste depuis Seewoosagur Ramgoolam, ce dernier occupe précédemment la fonction de ministre en chef de Maurice — alors colonie de la Couronne britannique — de 1961 à 1968. 
L'actuel titulaire est Navin Ramgoolam depuis le 12 novembre 2024. 

## Liste

### Ministre en chef (1961-1968)
| N° | Portrait              | Titulaire (Naissance-mort)            | Élection | Mandat            | Mandat          | Mandat                   | Parti politique | Parti politique |
| N° | Portrait              | Titulaire (Naissance-mort)            | Élection | Début             | Fin             | Durée                    | Parti politique | Parti politique |
| -- | --------------------- | ------------------------------------- | -------- | ----------------- | --------------- | ------------------------ | --------------- | --------------- |
| 1  | Seewoosagur Ramgoolam | Sir Seewoosagur Ramgoolam (1900-1985) | 1959     | 26 septembre 1961 | 21 octobre 1963 | 1 an, 5 mois et 14 jours |                 | PTr             |
| 1  | Seewoosagur Ramgoolam | Sir Seewoosagur Ramgoolam (1900-1985) | 1963     | 21 octobre 1963   | 12 mars 1968    | 1 an, 5 mois et 14 jours |                 | PTr             |

### Premiers ministres (depuis 1968)
| N°  | Portrait              | Titulaire (Naissance-mort)            | Élection | Mandat            | Mandat            | Mandat                    | Parti politique | Parti politique |
| N°  | Portrait              | Titulaire (Naissance-mort)            | Élection | Début             | Fin               | Durée                     | Parti politique | Parti politique |
| --- | --------------------- | ------------------------------------- | -------- | ----------------- | ----------------- | ------------------------- | --------------- | --------------- |
| 1   | Seewoosagur Ramgoolam | Sir Seewoosagur Ramgoolam (1900-1985) | 1967     | 12 mars 1968      | 23 décembre 1976  | 14 ans, 3 mois et 4 jours |                 | PTr             |
| 1   | Seewoosagur Ramgoolam | Sir Seewoosagur Ramgoolam (1900-1985) | 1976     | 23 décembre 1976  | 16 juin 1982      | 14 ans, 3 mois et 4 jours |                 | PTr             |
| 2   | Anerood Jugnauth      | Sir Anerood Jugnauth (1930-2021)      | 1982     | 16 juin 1982      | 21 août 1983      | 13 ans, 6 mois et 6 jours |                 | MMM             |
| 2   | Anerood Jugnauth      | Sir Anerood Jugnauth (1930-2021)      | 1983     | 21 août 1983      | 30 août 1987      | 13 ans, 6 mois et 6 jours |                 | MSM             |
| 2   | Anerood Jugnauth      | Sir Anerood Jugnauth (1930-2021)      | 1987     | 30 août 1987      | 15 septembre 1991 | 13 ans, 6 mois et 6 jours |                 | MSM             |
| 2   | Anerood Jugnauth      | Sir Anerood Jugnauth (1930-2021)      | 1991     | 15 septembre 1991 | 22 décembre 1995  | 13 ans, 6 mois et 6 jours |                 | MSM             |
| 3   | Navin Ramgoolam       | Navin Ramgoolam (né en 1947)          | 1995     | 22 décembre 1995  | 17 septembre 2000 | 4 ans, 8 mois et 26 jours |                 | PTr             |
| (2) | Anerood Jugnauth      | Sir Anerood Jugnauth (1930-2021)      | 2000     | 17 septembre 2000 | 30 septembre 2003 | 3 ans et 13 jours         |                 | MSM             |
| 4   | Paul Bérenger         | Paul Bérenger (né en 1945)            | –        | 30 septembre 2003 | 5 juillet 2005    | 1 an, 9 mois et 5 jours   |                 | MMM             |
| (3) | Navin Ramgoolam       | Navin Ramgoolam (né en 1947)          | 2005     | 5 juillet 2005    | 5 mai 2010        | 9 ans, 5 mois et 12 jours |                 | PTr             |
| (3) | Navin Ramgoolam       | Navin Ramgoolam (né en 1947)          | 2010     | 5 mai 2010        | 17 décembre 2014  | 9 ans, 5 mois et 12 jours |                 | PTr             |
| (2) | Anerood Jugnauth      | Sir Anerood Jugnauth (1930-2021)      | 2014     | 17 décembre 2014  | 23 janvier 2017   | 2 ans, 1 mois et 6 jours  |                 | MSM             |
| 5   | Pravind Jugnauth      | Pravind Jugnauth (né en 1961)         | –        | 23 janvier 2017   | 7 novembre 2019   | 7 ans, 9 mois et 21 jours |                 | MSM             |
| 5   | Pravind Jugnauth      | Pravind Jugnauth (né en 1961)         | 2019     | 7 novembre 2019   | 13 novembre 2024  | 7 ans, 9 mois et 21 jours |                 | MSM             |
| (3) | Navin Ramgoolam       | Navin Ramgoolam (né en 1947)          | 2024     | 13 novembre 2024  | en cours          | 7 mois et 25 jours        |                 | PTr             |

## Observations générales

### Anciens Premier ministres encore en vie
| Nom              | Mandats                     | Date de naissance |
| ---------------- | --------------------------- | ----------------- |
| Pravind Jugnauth | 2017-2024                   | 25 décembre 1961  |
| Navin Ramgoolam  | 1995–2000, 2005–2014, 2024- | 14 juillet 1947   |
| Paul Bérenger    | 2003–2005                   | 26 mars 1945      |

### Liste des Premiers ministres par longévité
| No. | Nom                   | Parti politique | Mandats           | Mandats | Mandats        | Mandats        |
| No. | Nom                   | Parti politique | Durée             | Nombre  | Première année | Dernière année |
| --- | --------------------- | --------------- | ----------------- | ------- | -------------- | -------------- |
| 1   | Anerood Jugnauth      | MMM / MSM       | 18 ans, 230 jours | 6       | 1982           | 2017           |
| 2   | Seewoosagur Ramgoolam | PTR             | 14 ans, 110 jours | 2       | 1968           | 1982           |
| 3   | Navin Ramgoolam       | PTR             | 14 ans, 72 jours  | 4       | 1995           | En poste       |
| 4   | Pravind Jugnauth      | MSM             | 7 ans, 296 jours  | 2       | 2017           | 2024           |
| 5   | Paul Bérenger         | MMM             | 1 an, 271 jours   | 1       | 2003           | 2005           |